# Pihla jõgi
Pihla jõgi (Pihlaån) är ett 18,5 km långt vattendrag på Dagö i västra Estland. Det ligger i kommunen Hiiu kommun i Hiiumaa (Dagö), 140 km väster om huvudstaden Tallinn. Det mynnar i viken Reigi laht på nordvästra Dagö, mellan byarna Hohenholm och Röicks. Källan är sankmarken Pihla raba. Det rinner igenom sjön Kirikulaht.
Inlandsklimat råder i trakten. Årsmedeltemperaturen i trakten är 4 °C. Den varmaste månaden är juli, då medeltemperaturen är 16 °C, och den kallaste är januari, med −8 °C.